# Municipio de Harrison (condado de Muskingum)
El municipio de Harrison (en inglés: Harrison Township) es un municipio ubicado en el condado de Muskingum en el estado estadounidense de Ohio. En el año 2010 tenía una población de 1615 habitantes y una densidad poblacional de 36,81 personas por km².

## Geografía
El municipio de Harrison se encuentra ubicado en las coordenadas 39°49′37″N 81°54′29″O / 39.82694, -81.90806. Según la Oficina del Censo de los Estados Unidos, el municipio tiene una superficie total de 43.88 km², de la cual 42,83 km² corresponden a tierra firme y (2,4 %) 1,05 km² es agua.

## Demografía
Según el censo de 2010, había 1615 personas residiendo en el municipio de Harrison. La densidad de población era de 36,81 hab./km². De los 1615 habitantes, el municipio de Harrison estaba compuesto por el 98,14 % blancos, el 0,74 % eran afroamericanos, el 0,06 % eran amerindios, el 0,06 % eran asiáticos, el 0,06 % eran de otras razas y el 0,93 % eran de una mezcla de razas. Del total de la población el 0,43 % eran hispanos o latinos de cualquier raza.